# In Living Cover
In Living Cover é o segundo álbum lançado por Jay Brannan, e será lançado em Julho de 2009. 
O álbum contém 7 covers, e 2 músicas originais. 
O primeiro single de Brannan, para o álbum, "The Freshman" está a venda no iTunes desde 16 de Junho, 2009.
A arte do álbum foi feita pelo artista gaúcho Pedro Fanti.

## Track Listing
1. "Beautifully (Jay Brannan original)"
2. "Say It's Possible (Terra Naomi)"
3. "All I Want (Joni Mitchell)"
4. "Blowin' in the Wind (Bob Dylan)"
5. "The Freshmen (The Verve Pipe)"
6. "Good Mother (Jann Arden)"
7. "Both Hands (Ani Difranco)"
8. "Zombie (The Cranberries)"
9. "Drowning (Jay Brannan original)"

## Singles
- 16 de Junho de 2009: "The Freshmen"